# Операция «Подполье»
Операция «Подполье» (англ. Operation Underworld) — кодовое название сотрудничества правительства США с еврейскими организованными преступными группировками и итало-американской мафией в период с 1942 по 1945 год. Целью операции было противодействие шпионам и диверсантам от стран Оси в портах северо-восточного побережья США, предотвращение забастовок профсоюзов во время войны и ограничение краж спекулянтами жизненно важных военных припасов и оборудования.

## История
В течение первых трёх месяцев после нападения войск Японской империи на Перл-Харбор 7 декабря 1941 года США потеряли 120 торговых судов из-за подводных лодок и надводных рейдеров Третьего рейха в битве за Атлантику, а в феврале 1942 года захваченный французский океанский лайнер «Normandie», переоборудованный в транспорт для перевозки войск в порту Нью-Йорка, загорелся, перевернулся и затонул в реке Гудзон, предположительно, в результате саботажа поджигателями. Правительство Соединённых Штатов представило потерю «Нормандии» как несчастный случай, и не было представлено никаких доказательств, связывающих шпионов Оси с потерей «Normandie». Однако опасения по поводу возможного саботажа или нарушения работы портовой инфраструктуры побудили коммандера Чарльза Р. Хаффендена из Управления военно-морской разведки ВМС США Третьего военно-морского округа в Нью-Йорке создать специальное подразделение безопасности. Он обратился за помощью к Джозефу Ланце, чтобы получать разведданные о набережной Нью-Йорка, контролировать профсоюзы и выявлять возможные операции по дозаправке и снабжению немецких подводных лодок под прикрытием рыболовного промысла вдоль Атлантического побережья. Также обратился к Мееру Лански, который ранее разгонял пронацистские митинги Германоамериканского союза, также попросив помочь ему связаться с его пёртнером Лаки Лучано. Лучано был арестован и осуждён в 1936 году за организацию и принуждение к проституции после того, как окружной прокурор Томас Эдмунд Дьюи расследовал деятельность последнего в течение многих лет, и отбывал 30-50-летний срок в тюрьме Даннемора. Лучано согласился сотрудничать с властями в надежде на рассмотрение вопроса о досрочном освобождении из тюрьмы. За сотрудничество Лучано был переведён в более удобную и комфортную тюрьму открытого типа в Грейт-Медоуз в мае 1942 года. Влияние Лучано на прекращение саботажа остаётся неясным, но власти отметили, что забастовки в доках прекратились после того, как его адвокат Мозес Полакофф связался с деятелями преступного мира, имеющими влияние на грузчиков и их профсоюзы. В 1946 приговор Лучано был смягчён после того, как он отсидел 9,5 лет и он был депортирован в Италию, где и умер в 1962 в Неаполе.

## Современность
Хотя мафиози поддерживали армию США, недавние исследования заставили большинство серьёзных историков отвергнуть легенду о роли Лаки Лучано во вторжении на Сицилию. По словам историка Сальваторе Лупо:
«История о том, что мафия поддерживала англо-американцев во вторжении на Сицилию, — это всего лишь легенда без каких-либо оснований, напротив, существуют британские и американские документы о подготовке вторжения, которые опровергают эту догадку; военная мощь союзников была такова, что им не нужно было прибегать к таким мерам.»